# Discografia de John Entwistle
A seguir está a Discografia Solo do músico de rock inglês John Entwistle.

## Álbuns de estúdio
| Ano                                                 | Álbum                            | Posição Pico |
| Ano                                                 | Álbum                            | US           |
| --------------------------------------------------- | -------------------------------- | ------------ |
| 1971                                                | Smash Your Head Against the Wall | 126          |
| 1972                                                | Whistle Rymes                    | 138          |
| 1973                                                | Rigor Mortis Sets In             | 174          |
| 1975                                                | Mad Dog                          | 192          |
| 1981                                                | Too Late the Hero                | 71           |
| 1996                                                | The Rock                         | —            |
| 2000                                                | Music from Van-Pires             | —            |
| "—" denota lançamentos que não entraram nas paradas |                                  |              |

## Álbuns ao vivo
| Ano  | Álbum                                        |
| ---- | -------------------------------------------- |
| 1996 | King Biscuit Flower Hour Presents in Concert |
| 1999 | Left for Live                                |

## Álbuns de compilação
| Ano  | Álbum                                      |
| ---- | ------------------------------------------ |
| 1996 | Thunderfingers: The Best of John Entwistle |
| 1996 | Anthology                                  |
| 2005 | So Who's the Bass Player? The Ox Anthology |
| 2022 | Rarities Oxhumed Volume 1                  |

## Singles
| Ano                                                 | Álbum                     | Posição Pico | Posição Pico |
| Ano                                                 | Álbum                     | UK           | US           |
| --------------------------------------------------- | ------------------------- | ------------ | ------------ |
| 1971                                                | "I Believe in Everything" | —            | —            |
| 1971                                                | "My Size"                 | —            | —            |
| 1972                                                | "I Wonder"                | —            | —            |
| 1973                                                | "Made in Japan"           | —            | —            |
| 1973                                                | "Do the Dangle"           | —            | —            |
| 1975                                                | "Mad Dog"                 | —            | —            |
| 1981                                                | "Too Late the Hero"       | 76           | 101          |
| 1981                                                | "Talk Dirty"              | —            | —            |
| 2000                                                | "When the Sun Comes Up"   | —            | —            |
| "—" denota lançamentos que não entraram nas paradas |                           |              |              |

## Outras aparições
- "Here Comes the Sun" para Songs from the Material World: A Tribute to George Harrison[2]

### Músico de sessão
| Ano            | Álbum                                                                 | Artista                                                          |
| -------------- | --------------------------------------------------------------------- | ---------------------------------------------------------------- |
| 1975           | Flash Fearless Vs. the Zorg Women, Pts. 5 & 6                         | N/A                                                              |
| 1976           | Any Road Up                                                           | Steve Gibbons Band                                               |
| 1977           | One of the Boys                                                       | Roger Daltrey                                                    |
| 1977           | Fabulous Poodles                                                      | The Fabulous Poodles                                             |
| 1977           | Rough Mix                                                             | Pete Townshend e Ronnie Lane                                     |
| 1978           | Mirror Stars                                                          | The Fabulous Poodles                                             |
| 1979           | Framed                                                                | Dave Lambert                                                     |
| 1980           | McVicar                                                               | Roger Daltrey                                                    |
| 1984           | Un autre monde                                                        | Téléphone                                                        |
| 1985           | Eddie Hardin and Zak Starkey's Musical Version of Wind in the Willows | Eddie Hardin, Zak Starkey                                        |
| 1985           | You'll Never Walk Alone                                               | The Crowd (em ajuda ao Fundo de Desastres da Cidade de Bradford) |
| 1989           | The Iron Man: A Musical                                               | Pete Townshend                                                   |
| 1991           | When You're a Boy                                                     | Susanna Hoffs                                                    |
| 1994           | A Celebration: The Music of Pete Townshend and The Who                | Roger Daltrey                                                    |
| 1994           | Halfway Back from Anywhere                                            | Ian Brusby                                                       |
| 1995           | Looks Like Ringo, Sounds Like John                                    | Wiseguys INTL.                                                   |
| 1995           | Ringo Starr and His Third All-Starr Band - Volume 1                   | Ringo Starr & His All-Starr Band                                 |
| 1997           | Baptizm of Fire                                                       | Glenn Tipton                                                     |
| 2001           | The Deep End, Volume 1                                                | Gov't Mule                                                       |
| 2002           | The Pioneers with Special Guest Pioneer John Entwistle                | The Pioneers                                                     |
| 2006 (Póstumo) | Edge of the World                                                     | Glenn Tipton                                                     |